# 南紡購物中心
南紡購物中心（英語：T.S. Mall），是一座位於臺灣臺南市東區的大型購物中心，由台南紡織獨資的南紡流通負責開發與經營，2015年統一集團合資開幕時稱為「南紡夢時代購物中心」（英語：T.S. Dream Mall），2016年更為現名。商場面積達1.81公頃，是臺南市占地規模最大的購物商場。

## 簡介
南紡購物中心所在地日治時期為馬場。戰後由臺南紡織買下，建立後甲廠，是南紡創業時第一座廠房。
總面積3.6萬坪，全區分四期開發。第一期為A1館、老爺行旅、南紡國際大樓、時代公園、東光路地下停車場；第二期為A2館（置地廣場）。

## 歷史
A1館為南紡後甲總廠土地開發案（臺南市第110期東光自辦市地重劃區）商業用地四期開發中的第一期。坐落於中華東路左側，基地面積8000坪，為一建築總樓地板面積5.45萬坪的複合式商業建築。除了購物中心，還有部分空間規劃為旅館與南紡總部使用；亦規劃餐飲、娛樂、電影、健身房集中配置的全天候不間斷營業購物空間。旅館部分由老爺酒店集團旗下品牌《老爺行旅》營運，共有223個房間，影城部分由威秀影城營運，健身房部分由統一健身俱樂部營運。2014年12月30日「南紡夢時代購物中心」試營運，2015年2月11日正式開幕。
2016年3月29日，因易與位於高雄市前鎮區的「統一夢時代購物中心」名稱相近，造成不少消費者混淆不清，經董事會決議更名為「南紡購物中心」。
2017年9月底，台南紡織以每股淨值約4元、總額2億多元，買回統一集團在南紡流通所有股權，自此南紡購物中心成為由台南紡織百分之百自行主導營運。
A2館為地上9層、地下2層的建築，基地約2,900坪，建築總樓地板面積為2.1萬坪，前身為凱旋館外停車場，於2018年3月19日動工，2020年11月完工，12月25日A2館「南紡置地廣場」（英語：T.S. LANDMARK PLAZA）開始試營運，2021年3月31日正式開幕。商場品牌以大型專門店為主，娛樂部分進駐台南連鎖KTV：賓士KTV，位於地上8至9樓、威秀影城也新進五座影視廳，位於地下1樓；2020年9月結束營業的宜得利家居台南德安店搬遷至此，位於地上4樓；全球首間位於購物中心裡的保時捷都會概念店於2021年1月22日開幕，後於2025年2月2日結束營業。地上2至3樓的空橋及地下1樓的連通道可步行至A1館。
2023年底，業績達到106億，是當年該購物中心的業績之新紀錄，也是開幕以來首度破百億。

## 樓層簡介

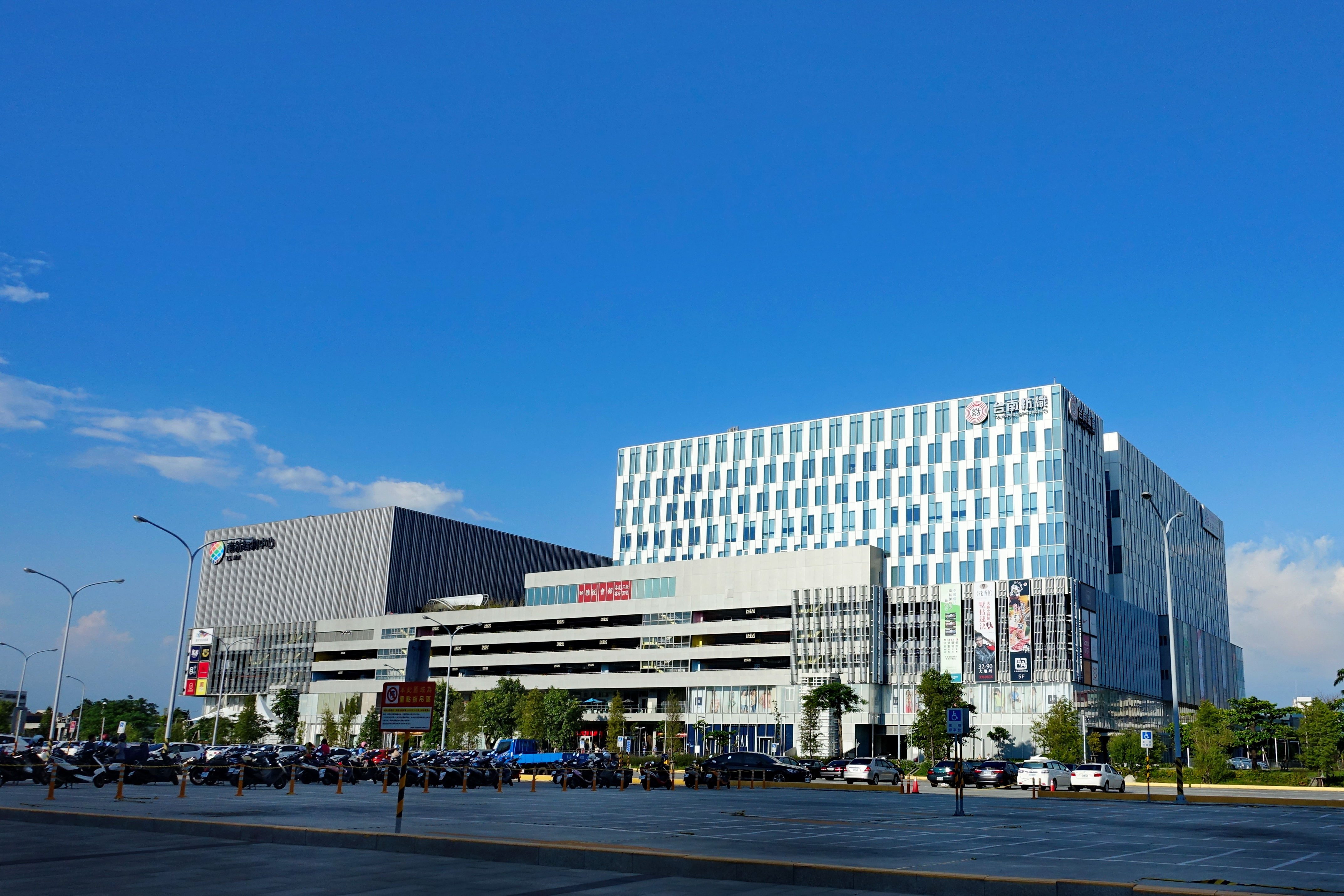
A1館

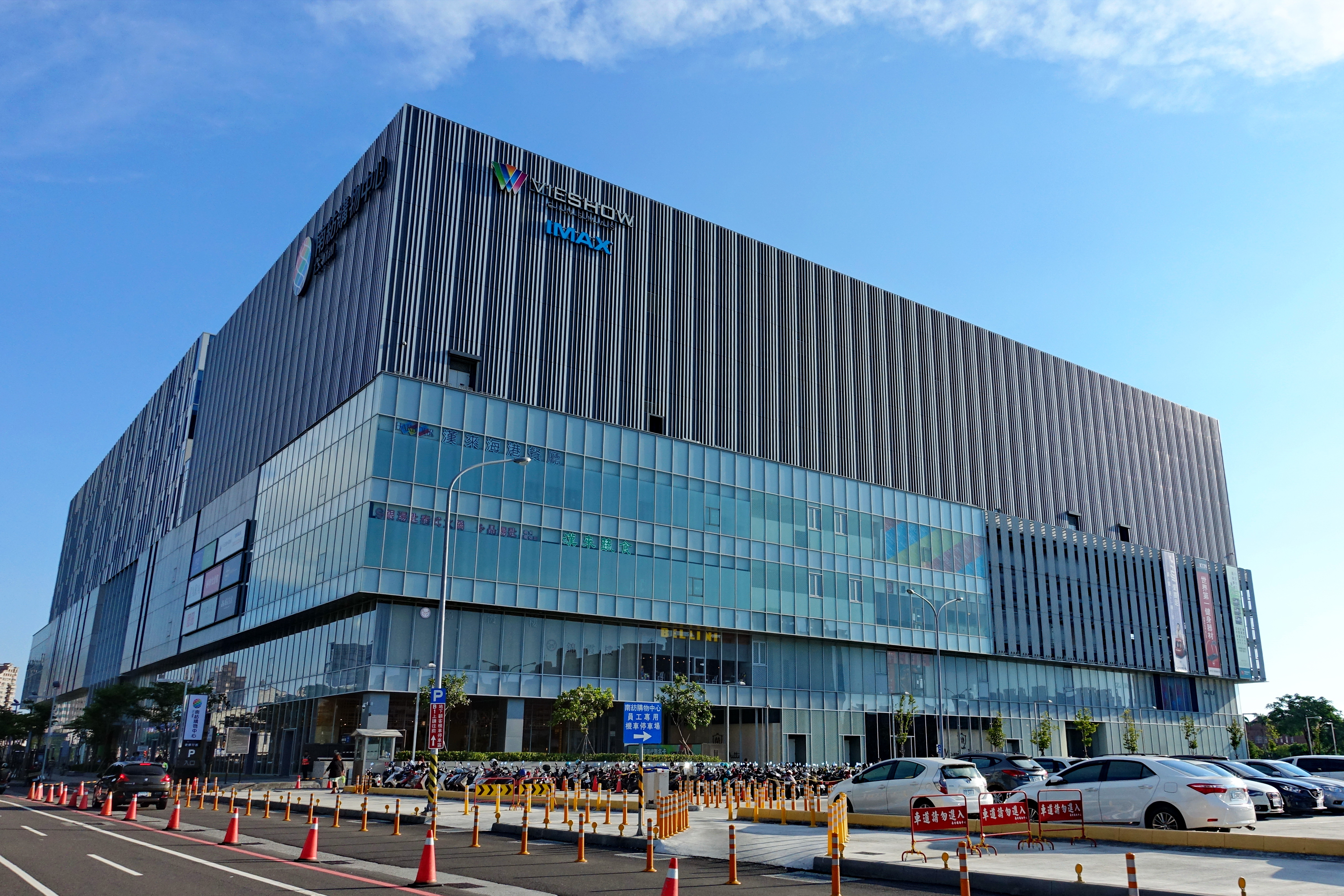
A1館與舊凱旋館外停車場

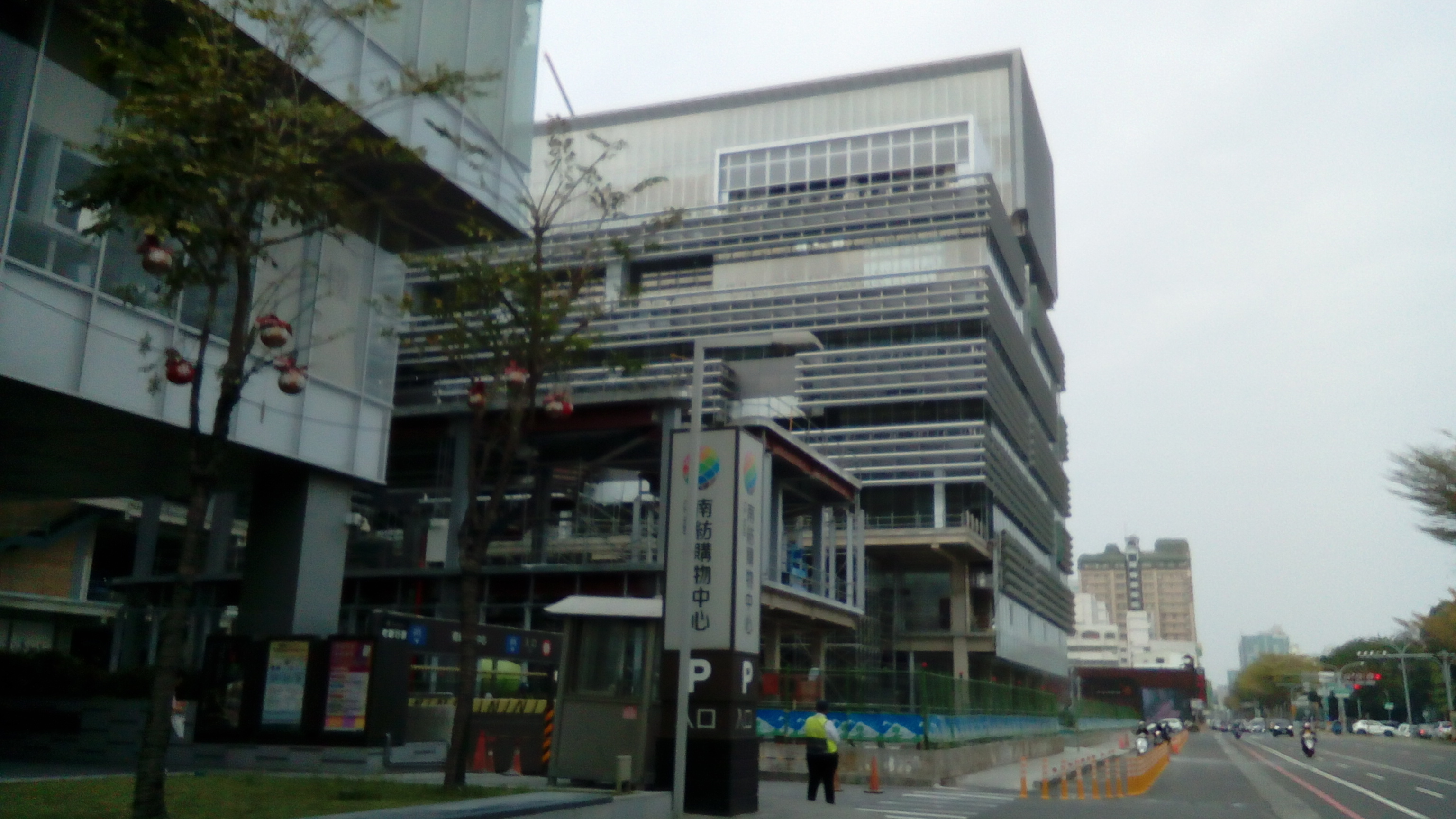
興建中的A2館

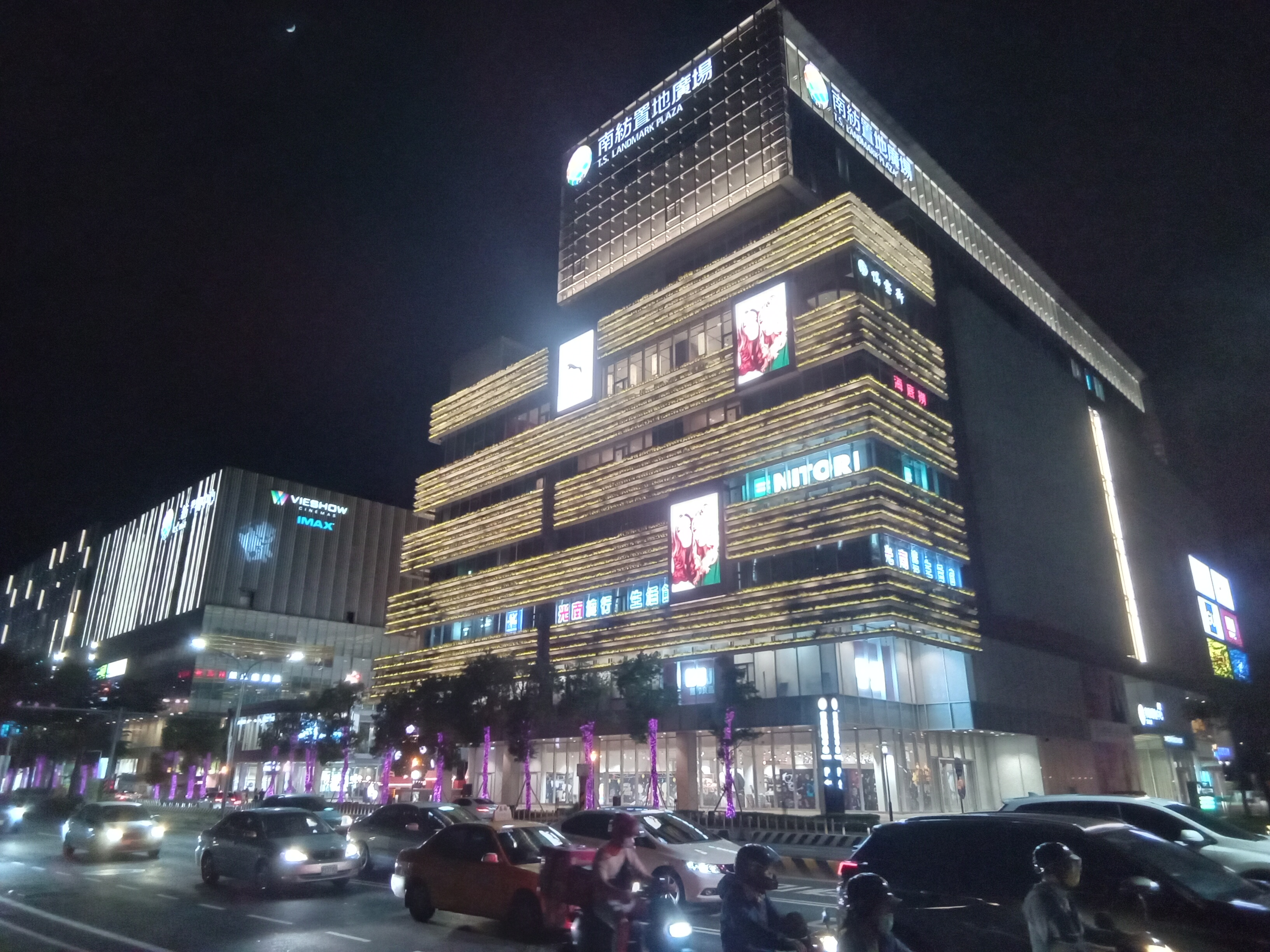
A1館與A2館夜景

### A1館
| 樓層 | 名稱                                              |
| ---- | ------------------------------------------------- |
| 6F   | 娛樂（只能搭乘電梯前往）                          |
| 5F   | 娛樂饗宴（含威秀影城1~11廳、IMAX、Gold Class）    |
| 4F   | 親子生活 汽車停車場（含夾層）                     |
| 3F   | 都會休閒（含統一超商） 汽車停車場                 |
| 2F   | 知性流行                                          |
| 1F   | 時尚美研                                          |
| B1M  | 機車停車場                                        |
| B1   | 生活美饌（含康是美、Mia C'bon Market） 汽車停車場 |
| B2   | 汽車停車場                                        |

### A2館
| 樓層 | 店面 |
| ---- | --- |
| 9F   | 賓士KTV（只能搭乘電梯前往） |
| 8F   | 賓士KTV、貳鍋三 |
| 7F   | 大魯閣 Roller186 滑輪場 Fashion 微醺餐酒館                                                                                     |
| 6F   | 鴨寮街、Siam Siam 汽車停車場（含夾層）                                                                                         |
| 5F   | 海底撈火鍋 黑毛屋 乾杯燒肉居酒屋 汽車停車場（含夾層）                                                                          |
| 4F   | 宜得利家居、Life8 汽車停車場（含挑戰者汽車美容）                                                                               |
| 3F   | 光南流行生活館 大創百貨（含Threeppy、Standard Products） 姜滿堂正宗韓國直火燒肉 藝奇和牛岩板燒 \| 日本料理                     |
| 2F   | 無印良品、GU、ABC-MART |
| 1F   | H&M、adidas、LEGO、DJI（籌備中）PIXEL JUNGLE： DREAMERS COFFEE 伊佐茶序、翰林鍋物 一風堂、時時香、點點心 SAMSUNG體驗館（戶外） |
| B1   | 威秀影城21~25廳（標準廳） 湯姆熊歡樂世界 奧斯丁夢想樂園 機車停車場（位於夾層）                                                 |
| B2   | 汽車停車場 |

## 主題曲
- 迎賓曲《Color Life》

演唱：楊程鈞、呂薔
製作：灰姑娘音樂製作公司
- 迎賓曲《Color Life》【Rock版】

演唱：楊程鈞、呂薔
製作：灰姑娘音樂製作公司
- 晚安曲《Don't wanna say good-bye》

演唱：楊程鈞、呂薔
製作：灰姑娘音樂製作公司

## 交通

### 大台南公車
- 停靠南紡購物中心（裕農路）站 時，需步行約5分鐘即可到達。

| 編號 | 經營業者 | 路線                                           | 停靠站                   |
| ---- | -------- | ---------------------------------------------- | ------------------------ |
| 6    | 統聯客運 | 統聯客運永康站／仁德轉運站－台南車站－龍崗國小 | 南紡購物中心（裕農路）站 |
| 15   | 巨業交通 | 臺南市立圖書館－大成路口                       | 南紡購物中心站           |
| 20   | 巨業交通 | 仁德轉運站－永康車站－安南醫院                 | 南紡購物中心站           |
| 62   | 興南客運 | 桂田酒店／奇美醫院－高鐵臺南站                 | 南紡購物中心站           |
| 77   | 巨業交通 | 原住民文化會館－台南車站（後站）－仁德轉運站   | 南紡購物中心站           |
| 902  | 府城客運 | 府城汽車客運公司－香格里拉飯店                 | 中華東路、平實路站       |
| 紅1  | 興南客運 | 臺南轉運站－台南車站－太子廟－歸仁－關廟轉運站 | 南紡購物中心（裕農路）站 |

### 公共自行車YouBike2.0
- 時代公園：50柱（東寧路520號北側）
- 東光路地下停車場：54柱（東光路一段51號東側）

## 資料來源
1. ↑  陳惠珍. . 工商時報. 2022-02-25  [2022-02-27]. （原始内容存档于2022-03-20） （中文（臺灣））.
2. 1 2 3 4  （103）南工使字第03406號
3. ↑  （107）南工造字第第01036-1號
4. ↑  南紡後甲廠區將變身夢時代購物中心！賴市長出席動土典禮 （页面存档备份，存于），臺南市政府新聞稿
5. ↑  南紡夢時代延至2014年十二月下旬試營運 （页面存档备份，存于），中華日報 2014-11-04
6. ↑  南紡、統一聯手　南紡夢時代購物中心後年Q4營運 （页面存档备份，存于） 2012-10-3
7. ↑  南紡夢時代 將進行試營運 （页面存档备份，存于），聯合晚報 2014-11-05
8. ↑  .   [2020-10-23]. （原始内容存档于2020-10-27）.
9. ↑  .   [2020-10-07]. （原始内容存档于2020-10-08）.
10. ↑  .   [2021-04-14]. （原始内容存档于2021-04-14）.
11. ↑  .   [2021-02-09]. （原始内容存档于2021-02-14）.
12. ↑  .   [2023-01-10]. （原始内容存档于2023-01-10）.
13. ↑  .   [2017-01-20]. （原始内容存档于2016-07-28）.

## 外部連結
- 南紡購物中心官方網站（繁體中文）（简体中文）（英文）（日語）
  - 南紡購物中心的Facebook專頁
  - 南紡購物中心的Instagram帳戶
  - YouTube上的南紡購物中心頻道
- 南紡購物中心線上購物
  - 南紡購物中心線上購物的Facebook專頁
- 台灣公司資料 （页面存档备份，存于）

22°59′26.6″N 120°13′58.7″E / 22.990722°N 120.232972°E